# Rififi po sześćdziesiątce

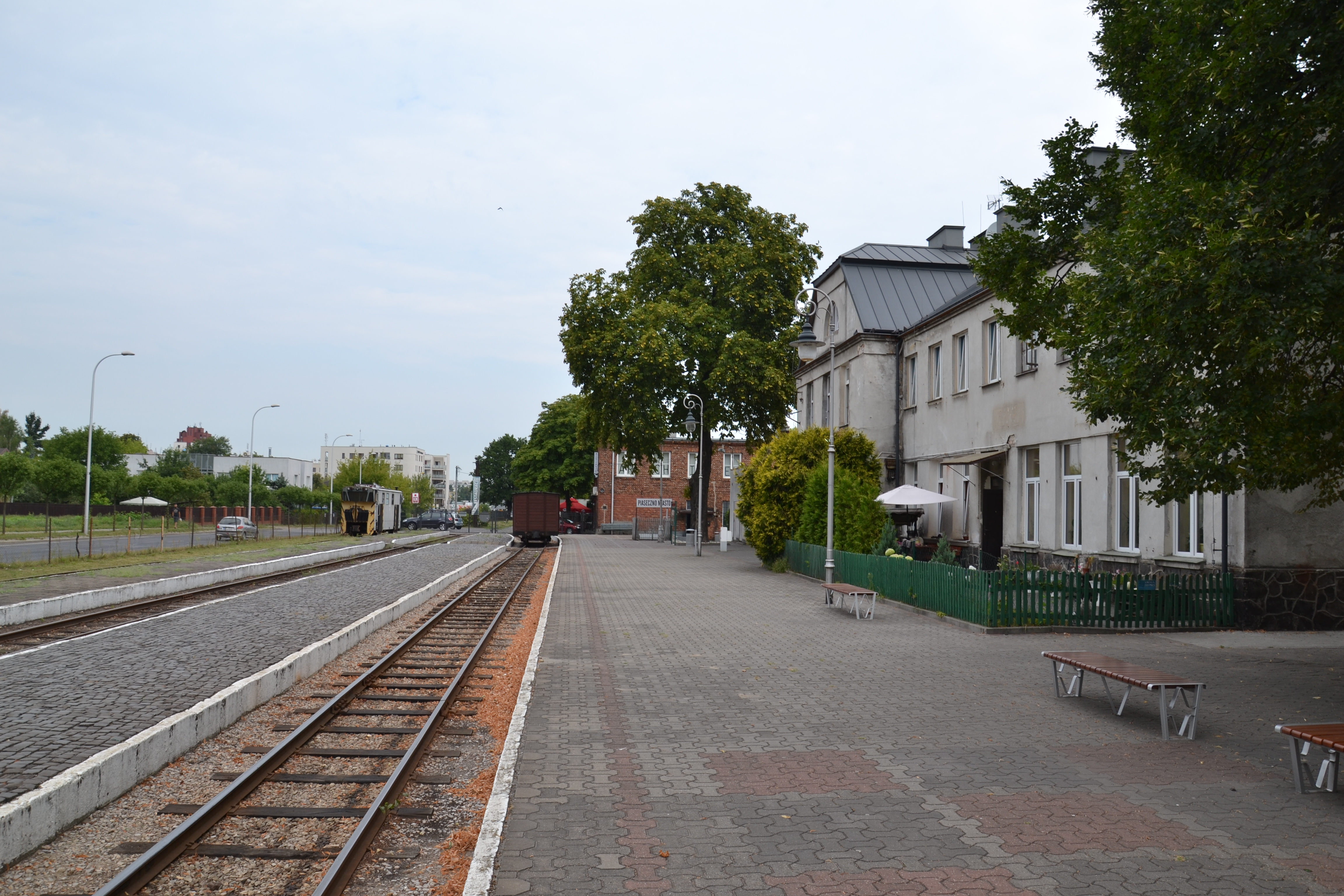
Stacja kolejowa Piaseczno Miasto Wąskotorowe, na której zrealizowano część zdjęć

Rififi po sześćdziesiątce – polska telewizyjna komedia kryminalna z 1989 roku w reżyserii Pawła Trzaski.

## Fabuła
Bohaterami filmu są dziarscy panowie po sześćdziesiątce, niegdyś szkolni koledzy. Kilku z nich osiadło na prowincji, w miejscowości o wdzięcznej nazwie Nowe Jorki. Trochę nieoczekiwanie dla siebie z biegiem lat zasmakowali w statecznej, wręcz mieszczańskiej egzystencji. Jednak tylko do czasu. „Pulop”, oszust i nałogowy karciarz, ma poważne długi. Inicjuje spotkanie dawnych kolegów i zwraca się do nich z prośbą o pomoc w szybkim zdobyciu gotówki. W efekcie grupa obrabowuje miejscowy bank.

## Obsada
- Wojciech Młynarski − narrator
- Mieczysław Czechowicz − Adam Dyląg
- Wiesław Gołas − Wojciech Kukliński „Pulop”
- Wiesław Michnikowski − kasjer Edward Wróbel
- Marian Kociniak − ordynator Andrzej Nowisz
- Katarzyna Figura − Eliza, narzeczona ordynatora
- Witold Pyrkosz − Opieniek, komendant milicji
- Hanna Stankówna − siostra oddziałowa w szpitalu
- Krystyna Borowicz − Irena Wróbel, żona kasjera
- Mieczysław Hryniewicz − chłopak Elizy
- Wiesława Mazurkiewicz − Anna Cieślakowska, babcia Elizy
- Zofia Merle − gospodyni profesora
- Artur Barciś − pacjent Rydz
- Artur Pontek
- Jerzy Moes − dyrektor w banku
- Zdzisław Szymborski − kelner
- Jacek Strzemżalski − „Mecenas”, właściciel szulerni
- Dominik Łoś − młody Adam Dyląg
- Roman Kosierkiewicz − strażnik w banku
- Sławomir Holland − strażnik w banku
- Bogdan Baer − dyrektor gimnazjum

## O filmie
- Tytuł nawiązuje do francuskiego filmu kryminalnego Rififi (1955).

- Tekst piosenki tytułowej i wykonanie: Wojciech Młynarski.

- Plenery: stacja kolejowa Piaseczno Miasto Wąskotorowe.